# Granica (powieść)
Granica – powieść autorstwa Zofii Nałkowskiej, wydana po raz pierwszy w 1935 roku. Opowiada o losach Zenona Ziembiewicza, jego karierze i miłosnych problemach. Łączy w sobie cechy wielu gatunków: powieści psychologicznej, realistycznej, sensacyjnej i kryminału.
Początkowo jej tytuł miał brzmieć Schematy, autorka odeszła jednak od tego pomysłu na rzecz Granicy. Powieść została napisana w stylu retrospektywnym. Napisana w okresie międzywojennym, porusza istotne wówczas problemy społeczne, takie jak aborcja, czy problemy gospodarcze.
W 1935 autorka otrzymała za powieść Państwową Nagrodę Literacką. Granica została dwukrotnie przeniesiona na ekran: w 1938 i 1977 roku. Pierwszy film wyreżyserował Józef Lejtes, reżyserem drugiej ekranizacji był Jan Rybkowski.

## Zarys fabuły
Młody Zenon Ziembiewicz, pochodzący ze szlacheckiej, niezbyt zamożnej rodziny wyjeżdża do miasta, aby tam się uczyć. W mieście poznaje Elżbietę Biecką, pochodzącą z bogatej rodziny, wychowywaną jednak przez ciotkę. Następnie wyjeżdża do Paryża, gdzie pobiera dalszą edukację. Po powrocie do kraju, w rodzinnej miejscowości poznaje Justynę Bogutównę, córkę kucharki, która pracuje w folwarku za tyle, co zje. Oboje są sobą zafascynowani, przeżywają krótki romans.
Zenon wraca do miasta, gdzie oświadcza się Elżbiecie. Justyna zmuszona do podróżowania chorobą matki także udaje się do tego samego miejsca. Kochankowie z Boleborzy spotykają się przypadkiem na ulicy, ich romans odżywa na nowo. Dowiaduje się o tym Elżbieta, która postanawia zostawić Zenona; ten chce jej powrotu, oferuje Justynie pomoc finansową. Nie ma na myśli aborcji, jednakże Justyna tak to odbiera i usuwa ciążę. Elżbieta nic o tym nie wie, jej dobroczynność pozwala na opiekę nad Justyną. Młoda chłopka jest załamana ze względu na popełniony czyn. W tym samym czasie kariera Zenona ciągle się rozwija, syn ziemianina zostaje prezydentem miasta. Justyna postanawia go okaleczyć, przychodzi do jego biura, gdzie przy pomocy żrącej substancji oślepia go. W końcu Zenon popełnia samobójstwo, strzelając sobie z rewolweru w usta.

## Postacie
- Zenon Ziembiewicz – główny bohater; inteligent, którego kariera ulega szybkiemu rozwojowi
- Elżbieta Biecka – żona Zenona, prawdopodobnie arystokratka
- Justyna Bogutówna – kochanka Zenona, pochodząca z ubogiej rodziny
- Walerian Ziembiewicz – ojciec Zenona, posiadacz licznych kochanek, ubogi arystokrata
- Żańcia Ziembiewicz – matka Zenona
- Niewieska – matka Elżbiety, rozwódka, piękna kobieta, mieszkająca za granicą
- Niewieski – ojczym Elżbiety, starszy i przystojny mężczyzna, minister, finansista, polityk
- Cecylia Kolichowska – ciotka Elżbiety
- Karol Wąbrowski – przyjaciel Zenona z czasów studiów w Paryżu, syn Cecylii